# Georg Merz (Optiker)

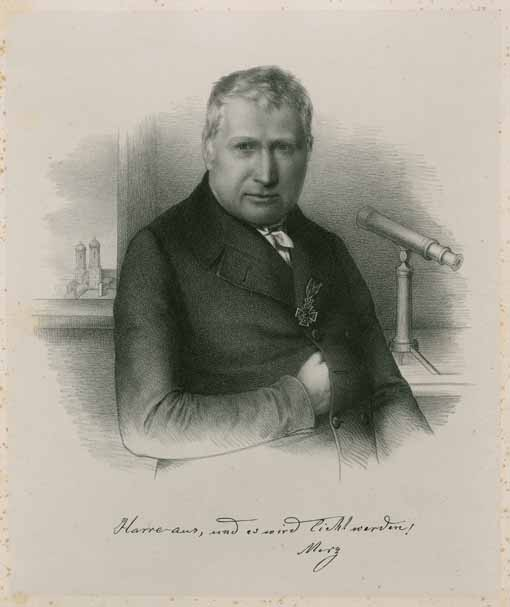
Georg Merz

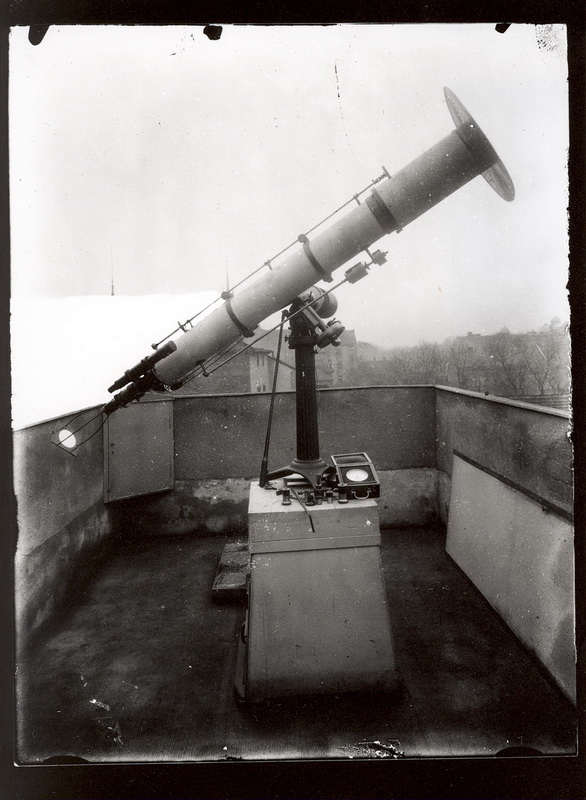
Refraktor Merz 160/1790, G. & S. Merz, München. Sternwarte von Artur Kraus in Pardubice, zwischen 1912 und 1930. Jetzt in Sternwarte Úpice.

Georg Merz (* 26. Januar 1793 in Bichl bei Benediktbeuern; † 12. Januar 1867 in München) war ein deutscher Optiker.

## Leben
Merz wuchs in dem zum Kloster Benediktbeuern gehörenden Dorf Bichl auf, wo er die Schule besuchte und seinem Vater in der Landwirtschaft half. Mit 15 kam er als Schürbub in die Glashütte, die Joseph von Utzschneider in dem säkularisierten Kloster eingerichtet hatte, um dort Flint- und Kronglas für das Mathematisch-Feinmechanische Institut in München herzustellen. 1807 kam der junge Joseph Fraunhofer an die Glashütte, aus der bald darauf unter seiner Leitung das Optischen Institut wurde. Fraunhofer erkannte das große Talent von Merz, der sich in seiner Freizeit Optik und Mathematik im Selbststudium beibrachte und rasch zum Vorarbeiter aufstieg. In dem Unternehmen, das sich von einer Glashütte für optisches Glas in Benediktbeuern zu dem in der Welt unangefochten führenden Unternehmen für den Bau der größten und leistungsstärksten Fernrohre mit Sitz in München entwickelte, lernte Merz das Berechnen und Schleifen von Linsen und Optiksystemen sowie die Herstellung und Montage großer astronomischer Instrumente. Nach einiger Zeit wurde er Fraunhofers Assistent („Amanuensis“) und Werkführer.
Nach dessen frühen Tod im Jahr 1826 beförderte Utzschneider ihn zum für den gesamten Betrieb verantwortlichen Werkstattleiter und Joseph Mahler zu seinem Stellvertreter, behielt aber das schon immer streng geheim gehaltene Glasschmelzverfahren bis 1832 in seiner Hand.
1839 veräußerte Utzschneider das Optische Institut an Merz und Mahler.
Merz und Mahler vollendeten unter anderem das von Fraunhofer begonnene Königsberger Heliometer. 1835 installierten sie den Refraktor der Sternwarte Bogenhausen mit einem 10 ½ Zoll-Objektiv und 1839 den Refractor von 21 Fuß Länge und 14 Zoll Öffnung der Pulkowa-Sternwarte. Es folgten Aufträge u. a. für die Sternwarten von Bonn, Kiew, Washington, D.C., Cincinnati, für das Harvard-College-Observatorium und aus Moskau, Madrid und Rom.
Als Mahler 1845 starb, führte Merz das Unternehmen zunächst allein weiter, unterstützt von seinem langjährigen Mechaniker Rudolph Weiss (1809–1882). Da sein älterer Sohn Ludwig (1817–1858) eine Universitätskarriere anstrebte, nahm er zunächst seinen jüngeren Sohn Sigmund (1824–1908) in das Unternehmen auf, 1847 auch Ludwig. Das Unternehmen firmierte nun als Merz &  Söhne. Das Unternehmen nahm 1851 an der Londoner Weltausstellung teil.
Nach dem Tod des Vaters 1867 führte Sigmund das Unternehmen weiter. Bis in die 1870er Jahre war das Unternehmen führend bei der Herstellung großer Fernrohre, baute aber auch Mikroskope, und konzentrierte sich zunehmend auf Militäroptik und kleinere Astro-Spektroskope.

## Grabstätte

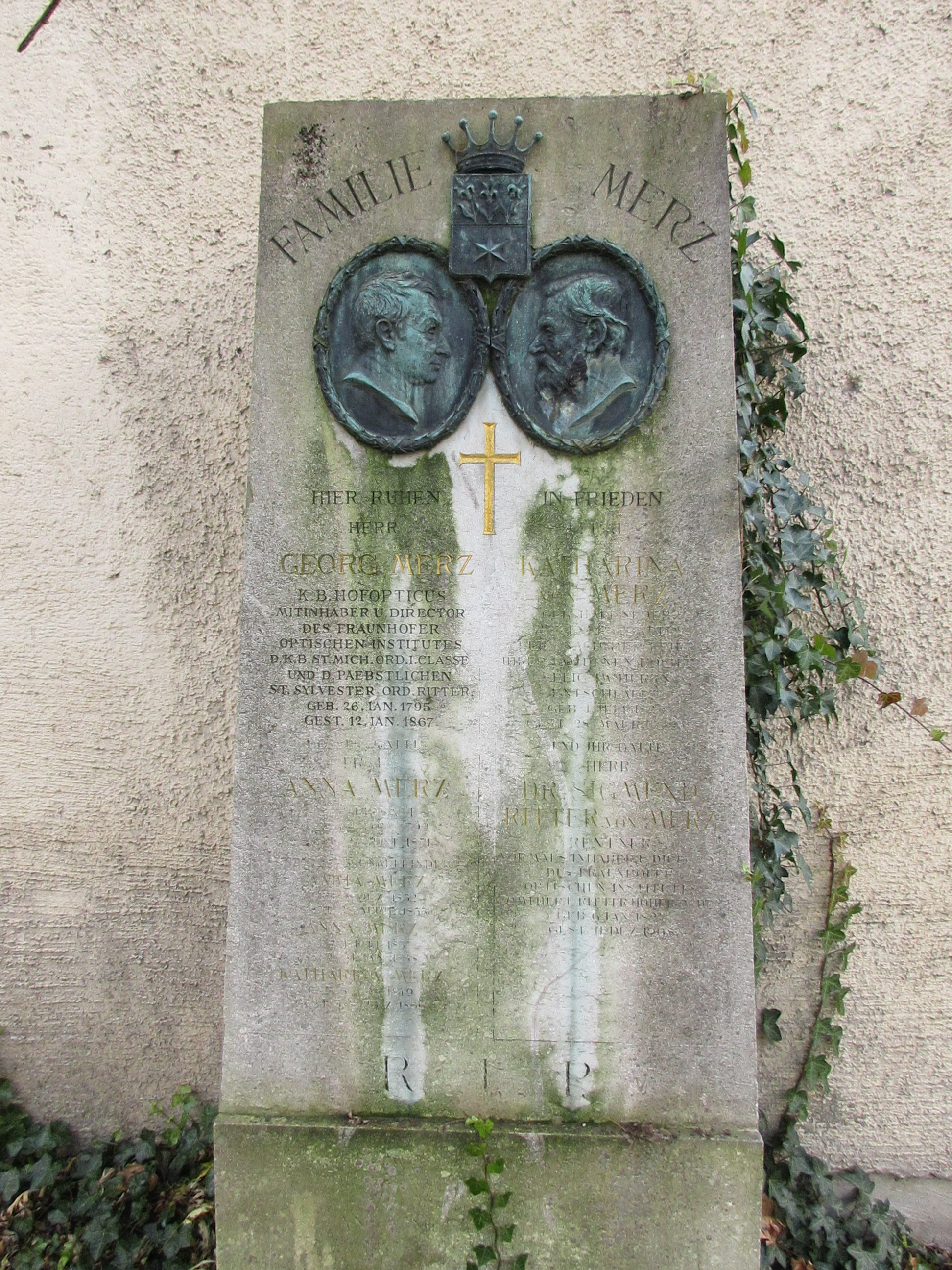
Grab von Sigmund Merz beim Alten Südlichen Friedhof an der Nordwand vor der Kirche St. Stefan - außerhalb des Friedhofs

Die Grabstätte von Georg Merz und seinem Sohn Sigmund Merz befindet sich beim Alten Südlichen Friedhof in München (Grab an der Nordwand vor der Kirche St. Stefan - außerhalb des Friedhofs) Standort.